# Любовь

Сердце — распространённый символ любви

Любо́вь — чувство, свойственное человеку, глубокая привязанность и устремлённость к другому человеку или объекту, глубокая симпатия.
Любовь включает в себя ряд сильных и положительных эмоциональных и психических состояний, от самой возвышенной добродетели до самого простого удовольствия. Любовь выступает одной из трёх главных добродетелей христианства наряду с верой и надеждой. Большое разнообразие смысловых оттенков в сочетании со сложностью самого чувства означает, что любовь является необычайно трудной для определения по сравнению с определениям других эмоциональных состояний. Чаще всего любовь описывается как чувство сильного влечения и эмоциональной привязанности. Чувство, полностью противоположное любви, называется ненавистью, а также ей противопоставляется равнодушие.
Любовь рассматривается также как философская категория в виде субъектного отношения, интимного избирательного чувства, направленного на предмет любви. Любовь выступает важнейшим субъективным показателем счастья.
Древние греки различали несколько видов любви: семейную любовь (сторге), дружескую любовь (филия), романтическую любовь (эрос) и жертвенную любовь (агапэ). По отношению к объекту любви говорят о любви родителей к своим детям, детей к своим родителям, между братьями и сёстрами, между мужчиной и женщиной, любви ко всем людям, любви к Богу. Любовь также может быть неразделённой или платонической.
Собственное видение любви излагали Эмпедокл, Платон, Аристотель, Фома Аквинский, Б. Спиноза, А. Шопенгауэр, В. Соловьёв, З. Фрейд и др. Значительный вклад в изучение этого явления внёс Э. Фромм, выделивший в качестве основополагающих составляющих, общих для всех форм любви заботу, ответственность, уважение и понимание. Американский психолог Роберт Стернберг в контексте межличностных отношений в качестве трёх составляющих любви отметил близость, страсть и обязательства (см. Трёхкомпонентная теория любви).
Любовь как продолжительное и устойчивое чувство принято отличать от влюблённости, являющейся сильно выраженным непродолжительным эмоциональным состоянием, которое может быстро угаснуть или, наоборот, перерасти в настоящую любовь.
Любовь — одна из основополагающих и общих тем в мировой культуре и искусстве. Рассуждения о любви и её анализ как явления восходят к древнейшим философским системам и литературным памятникам, известным людям.

## Этимология
Русское слово «любовь» восходит через др.-рус. любы к праслав. *l'uby (тот же корень, что и у глагола «любить»). Слово, так же, как и *kry «кровь», *svekry «свекровь» и некоторые другие, относилось к типу склонения на *-ū-. Уже в древнерусском языке этот тип распался, а лексемы, относящиеся к нему, перешли в более продуктивные типы, тогда же форма именительного падежа была вытеснена первоначальной формой винительного падежа «любовь» (праслав. *l'ubъvь). Существует также гипотеза о заимствованном характере этого слова в русском языке.

## Виды любви

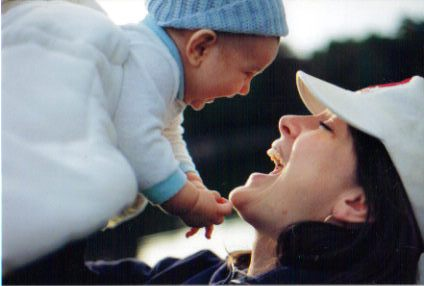
Мать держит своего ребёнка

- Родительская любовь, с одной стороны, включает в себя биологические инстинкты, характерные как для человека, так и для животных, а, с другой стороны, представляет собой интеллектуальный восторг, возможный только на определённых уровнях культуры.
- Неразделённая (безответная) любовь — ситуация, при которой один человек (субъект) испытывает романтические чувства по отношению к другому человеку (объекту), который не отвечает тем же самым. Тема неразделённой любви часто используется в произведениях искусства — поэзии, музыки, литературы.
- Платоническая любовь — в современном значении выражения — возвышенные отношения, основанные на духовном влечении и романтической чувственности (о чувстве любви), без физического влечения.

## Основы понимания любви
Ты — рядом, и всё прекрасно:

И дождь, и холодный ветер.

Спасибо тебе, мой ясный,

За то, что ты есть на свете.

### Терминология
Сложность и диалектическая многоплановость любви породила значительное количество трактовок феномена в различных языках, культурах в течение всей истории человеческого общества.

### Классификация форм любви

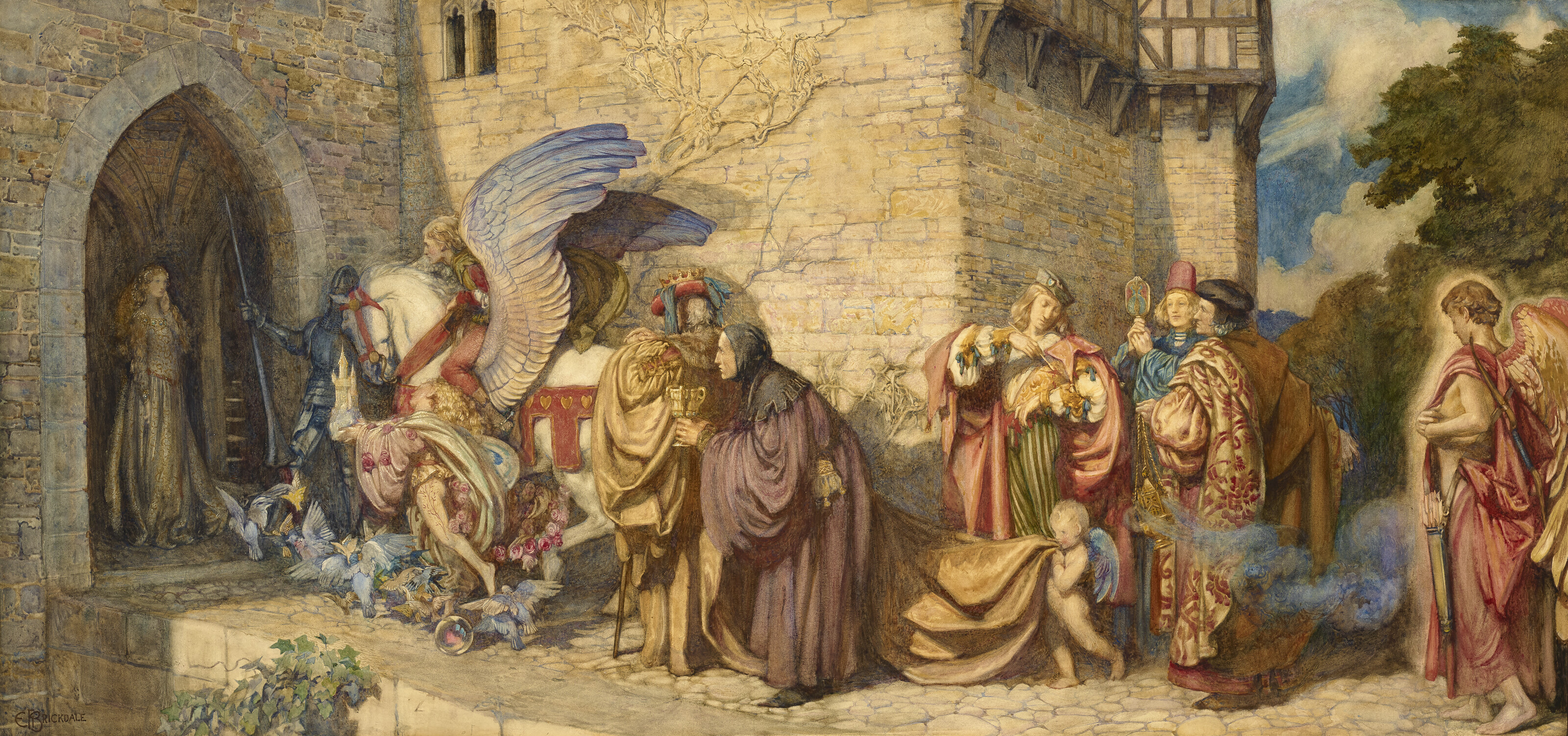
Элеанор Фортескью-Брикдейл «Любовь и её обманки» (около 1904)

Различение отдельных типов любви можно видеть уже в древнегреческом языке:
- «эрос» (др.-греч. ἔρως) — романтическая любовь, стихийная, восторженная влюблённость, в виде почитания, направленного на объект любви «снизу вверх» и не оставляющая места для жалости или снисхождения;
- «филия» (др.-греч. φιλία) — любовь-дружба или любовь-приязнь, обусловленная социальными связями и личным выбором;
- «сторге» (др.-греч. στοργή) — любовь-нежность, особенно семейная;
- «агапэ» (др.-греч. ἀγάπη) — жертвенная любовь, безусловная любовь, в христианстве — любовь Бога к человеку.

Также греками выделялось ещё 3 разновидности:
- «людус» (лат. ludus) — любовь-игра до первых проявлений скуки, основанная на половом влечении и направленная на получение удовольствий;
- «мания» (др.-греч. μανία) — любовь-одержимость, основа которой — страсть и ревность. Древние греки называли манию «безумием от богов»;
- «прагма» (др.-греч. πράγμα) — рассудочная любовь, когда переживание этого чувства в человеке побуждается не сердечной привязанностью, а лишь в корыстных интересах с целью извлечения выгод и удобств.

В дальнейшем на этой основе был разработан ряд классификаций, в том числе предложенная канадским социологом Дж. А. Ли концепция шести любовных стилей: три основных стиля — эрос, сторге и людус — в своих смешениях дают ещё три: агапэ, любовь-манию и рациональную любовь-прагму.
Известный русский философ В. С. Соловьёв определяет любовь как влечение одного одушевлённого существа к другому для соединения с ним и взаимного восполнения жизни и выделяет три её вида:
1. Любовь, которая более даёт, чем получает, или нисходящая любовь (лат. amor descendens) — к этому виду любви он относит родительскую любовь, преимущественно материнскую любовь к детям. У человека эта любовь, или попечение старших о младших, защита слабых сильными, создаёт отечество и постепенно организуется в национально-государственный быт;
2. Любовь, которая более получает, чем даёт, или восходящая любовь (лат. amor ascendens) — к этому виду любви он относит любовь детей к родителям, а также привязанность животных к своим покровителям, особенно преданность домашних животных человеку. У человека, по его мнению, эта любовь может распространяться также на умерших предков, а затем и на более общие и отдалённые причины бытия (до всемирного провидения, единого Отца Небесного), и является корнем всего религиозного развития человечества;
3. Любовь, которая равно даёт и получает, или половая любовь (лат. amor aequalis) — к этому виду любви он относит любовь супругов друг к другу, а также устойчивую связь между родителями у других видов животных (птиц, некоторых животных и т. п.). У человека эта любовь может достигать вида совершенной полноты жизненной взаимности и через это становиться высшим символом идеального отношения между личным началом и общественным целым.

Соловьёв подчёркивает, что в Библии отношения между Богом (в том числе в лице Христа и Церкви) и избранной им народностью изображаются преимущественно как супружеский союз, из чего он делает вывод, что идеальное начало общественных отношений, по христианству, есть не власть, а любовь.
Также Соловьёв пишет, что с точки зрения этики любовь представляет собой сложное явление, состоящее из:
1. Жалости, преобладающей в родительской любви;
2. Благоговения[англ.], преобладающего в любви детей к родителям и вытекающей из неё религиозной любви;
3. Чувства стыда, в соединении с двумя первыми элементами образующего человеческую форму половой или супружеской любви.

### Истоки и эволюция понятия любви
В истории религий любовь дважды получила первенствующее значение: как дикая стихийная сила полового влечения — в языческом фаллизме (ещё сохраняющемся кое-где в виде организованных религиозных общин, каковы, например, индийские сактисты с их священно-порнографическими писаниями, тантрами), и затем, в противоположность с этим, как идеальное начало духовного и общественного единения — в христианской агапэ (греч. άγάπη).

А. Канова. «Амур и Психея». Мрамор. 1793. Лувр, Париж

Естественно, что и в истории философии понятие занимало видное место в различных системах. Для Эмпедокла любовь (греч. φιλια) была одним из двух начал вселенной, именно началом всемирного единства и целости (интеграции), метафизическим законом тяготения и центростремительного движения. У Платона любовь есть демоническое (связывающее земной мир с божественным) стремление конечного существа к совершенной полноте бытия и вытекающее отсюда «творчество в красоте» (см. Платонизм). Это эстетическое значение любви было оставлено без внимания в философии патриотической и схоластической. Платон в своём трактате «Пир» вводит существенно формулировку о связи любви и познания. Любовь у него процесс непрерывного движения. Платонический эрос — есть эрос познания.
Согласно Аристотелю, целью любви является дружба, а не чувственное влечение. Аристотель предложил так определить понятие любви: «Любить значит желать кому-нибудь того, что считаешь благом, ради него [то есть этого другого человека], а не ради самого себя, и стараться по мере сил доставлять ему эти блага».

Ф. Б. Дикси. «Ромео и Джульетта». 1884. Городская художественная галерея. Саутгемптон

Иной смысл в понятие вкладывали суфийские философы и литераторы Персии и Арабского востока во времена Средневековья. Так в поэзии Омара Хайяма и Алишера Навои любовь в духе суфийской традиции отождествляется с вином. Вино, наливаемое в сосуд, то есть в бренную человеческую оболочку, наполняет людей духовной составляющей, диалектически вводя понятие любви к Богу. Тем не менее существование Бога само по себе не являлось у них обязательной атрибутикой и направление, вектор любви, могло иметь различные значения.
В Средневековье своеобразное слияние христианских и платонических идей об этом предмете мы находим у Данте. О применимости понятия любовь (amor) к Богу говорит и Фома Аквинский, у которого это не просто страсть (passio), но первое «движение воли» (motus voluntatis), так как оно подразумевает осознанность и благо. Применительно к человеку Фома различает в любви дружбу (amicitia) и вожделение (concupiscentia). Одним из следствий любви, по его мнению, является ревность (zelus). Вместе с тем, существует ещё и добродетельная любовь (caritas), под которой понимают соединение с благом. Вообще в Средние века любовь была предметом религиозной мистики, с одной стороны (Викторинцы, Бернард Клервоский и особенно Бонавентура в его сочинениях «Stimulus amoris», «Incendium amoris», «Amatorium»), и особого рода поэзии с другой; эта поэзия, из Южной Франции распространившаяся по всей Европе, была посвящена культу женщины и идеализованной половой любви в смысле гармонического соединения всех трёх её элементов: благоговения, жалости и стыдливости.
В эпоху Возрождения трудами Марсилио Фичино, Франческо Каттани, Джордано Бруно и других начинает развиваться течение неоплатонизма. В основе этой любовной философии находится учение о красоте. Природа любви есть стремление к красоте. Эта концепция связывает этику и эстетику и оказывает значительное воздействие на искусство эпохи Возрождения.
В эпоху барокко Бенедикт Спиноза дал следующее определение: «Любовь есть наслаждение, сопровождающееся идеей внешней причины» (лат. Amor est Laetitia concomitante idea causae externae). Спиноза отождествляет любовь с абсолютным познанием (amor Dei intellectualis) и утверждал, что философствовать есть не что иное, как любить Бога.
В новой философии следует отметить теорию половой любви у Шопенгауэра («Metaphysik der Liebe» в «Parerga u. Paral.»). Индивидуализацию этой страсти у человека Шопенгауэр объясняет тем, что жизненная воля (нем. Wille zum Leben) стремится здесь не только к увековечению рода (как у животных), но и к произведению возможно совершеннейших экземпляров рода; таким образом, если этот мужчина страстно любит именно эту женщину (и наоборот), то значит, он именно с ней может в данных условиях произвести наилучшее потомство.
В XX веке взаимосвязь между любовью и сексуальностью легла в основу работ Зигмунда Фрейда. Любовь по Фрейду — иррациональное понятие, из которого исключено духовное начало. Любовь в теории сублимации, разработанной Фрейдом, низводится к первобытной сексуальности, являющейся одним из основных стимулов развития человека.
Впоследствии были предприняты попытки развития теории Фрейда и перехода от чистого биологического описания к социальной и культурной составляющей как основе явления. Это новое направление, зарождённое в США, было названо неофрейдизмом. Одним из лидеров неофрейдизма считается психоаналитик Эрих Фромм.
В январе 2009 года учёные института Стони Брук (Нью-Йорк, США) подвели научную базу под существование «вечной любви»: они пришли к выводу, что уровень дофамина (гормона удовольствия жизнью) одинаков и у старожилов любви, и у только что полюбивших. Однако они не учитывали уровень окситоцина, который отвечает за привязанность, и его уровень изменяется с течением времени.

## Значение любви
Известный философ-неофрейдист Эрих Фромм считал, что человеку свойственно «стремление к межличностному единению», но считал, что этого единения можно достигать принципиально разными путями, в связи с чем использовал в своих работах слово «любовь» для обозначения конкретной формы межличностного единения, имеющей, по его мнению, «идеальную ценность во всех великих гуманистических религиях и философских системах прошедших четырёх тысячелетий истории Запада и Востока». Именно теме такой любви посвящена часть его работ. По мнению Фромма, такая любовь является «зрелым ответом на проблему человеческого существования», в то время как другие формы межличностного единения являются разрушительными. В частности, Фромм считал примером такого разрушительного единения отношения Гитлера с народом Германии.
Л. Н. Толстой полагал, что «Любовь есть единственная разумная деятельность человека» и предостерегал:
Любовь эта, в которой только и есть жизнь, проявляется в душе человека, как чуть заметный, нежный росток среди похожих на неё грубых ростков сорных трав, различных похотей человека, которые мы называем любовью. Сначала людям и самому человеку кажется, что этот росток, — тот, из которого должно вырастать то дерево, в котором будут укрываться птицы, — и все другие ростки все одно и то же. Люди даже предпочитают сначала ростки сорных трав, которые растут быстрее, и единственный росток жизни глохнет и замирает; но еще хуже то, что еще чаще бывает: люди слышали, что в числе этих ростков есть один настоящий, жизненный, называемый любовью, и они вместо него, топча его, начинают воспитывать другой росток сорной травы, называя его любовью. Но что еще хуже: люди грубыми руками ухватывают самый росток и кричат: «вот он, мы нашли его, мы теперь знаем его, возрастим его. Любовь! Любовь! высшее чувство, вот оно!», и люди начинают пересаживать его, исправлять его и захватывают, заминают его так, что росток умирает, не расцветши, и те же или другие люди говорят: все это вздор, пустяки, сентиментальность. Росток любви, при проявлении своем нежный, не терпящий прикосновения, могущественен только при своем разросте. Все, что будут делать над ним люди, только хуже для него. Ему нужно одного, — того, чтобы ничто не скрывало от него солнца разума, которое одно возращает его.
В религиозно-философском мировоззрении Л. Н. Толстого, которое он основывал, в первую очередь, на евангельском учении Иисуса Христа и на Нагорной проповеди, «любовь не есть какое-либо особое чувство, это — сознание единства», а «любить — вообще значит желать делать доброе».

## Любовь в работах Фромма
Эрих Фромм в своих работах сравнивает две противоположные формы любви: любовь по принципу бытия или плодотворную любовь, и любовь по принципу обладания или неплодотворную любовь. Первая «предполагает проявление интереса и заботы, познание, душевный отклик, изъявление чувств, наслаждение и может быть направлена на человека, дерево, картину, идею. Она возбуждает и усиливает ощущение полноты жизни. Это процесс самообновления и самообогащения». Вторая означает лишение объекта своей «любви» свободы и держание его под контролем. «Такая любовь не дарует жизнь, а подавляет, губит, душит, убивает её». Он также говорит о глубоком отличии зрелой любви от её незрелых форм и всесторонне исследует предмет любви.
«Если человек любит только одного человека и безразличен ко всем другим, его любовь — это не любовь, а симбиотическая привязанность, или расширенный эгоизм».
Плодотворная любовь подразумевает заботу, ответственность, уважение и знание, а также желание, чтобы другой человек рос и развивался. Она является деятельностью, а не страстью.

## Любовь с точки зрения нейробиологии
В нейробиологии, на основе изучения работы мозга влюблённых, любовь была определена как «дофаминэргическая целеполагающая мотивация к формированию парных связей» (англ. dopaminergic goal-directed motivation for pair-bonding).